# Девід Г'юлетт
Девід Іен Хьюлетт (англ. David Ian Hewlett; нар. 18 квітня 1968) — канадський актор, сценарист, режисер і актор озвучування англійського походження, відомий завдяки ролі доктора Родні Маккея у науково-фантастичних телесеріалах «Зоряна брама: SG-1», «Зоряна брама: Атлантида» та «Зоряна брама: Всесвіт».
Хьюлетт вперше здобув популярність за роль Гранта Янськи в канадському телесеріалі «Трейдери», а рік потому з'явився як Девід Ворт у фантастичному трилері «Куб» (1997).
Його внесок у фантастичний жанр включає участь у таких проєктах, як «Сканери II: Новий порядок», «Мутанти X», «Морлоки» і «Повстання планети мавп».
З 2015 року знімається у фантастичному телесеріалі «Темна матерія».

## Раннє життя
Хьюлетт народився у Редхіллі, Суррей, у Великій Британії, і в ранньому віці переїхав до Канади. Він став постійним актором у телесеріалах «Трейдери» (англ. Traders) та «Кунг-фу: Легенда продовжується» (англ. Kung Fu: The Legend Continues), а також знявся у кінофільмі «Куб».
Перед тим як розпочати акторську кар'єру він заснував фірму з дизайну сайтів Darkyl Media та інтернет-спільноту Fusefilm.com для виробників фільмів.

## Кар'єра
Хьюлетт отримав свій перший комп'ютер в підлітковому віці, і став, як він сам себе описує «комп'ютерним задротом». Ще навчаючись в останніх класах школи в Торонто, він розпочав акторську кар'єру, знімаючись у студентських фільмах Вінченцо Наталі (англ. Vincenzo Natali). В останній рік в школі він покинув навчання щоб зробити кар'єру актора та комп'ютерника.
Девід Хьюлетт знімався в багатьох малобюджетних фільмах жахів, таких як «На темному боці» (англ. The Darkside), «Сканери II: Новий порядок» (англ. Scanners II: The New Order) та «Пін» (англ. Pin). У 1994 році озвучував Ланса Мак-Грудера у мультсеріалі «Сила Чудовиськ». Також він з'являвся в кількох епізодичних ролях в телесеріалах. В 1996 він зіграв одну зі своїх найвідоміших ролей, — Grant Jansky в телесеріалі «Трейдери». В 1997 Хьюлетт знову працював із Вінченцо Наталі і знявся в його схвально сприйнятому критиками фільмі «Куб» в ролі архітектора Worth. З цієї ролі розпочалося просування кар'єри Хьюлетта, через комерційний успіх цього малобюджетного канадського фільму.
Хьюлетт вважає себе прихильником наукової фантастики, і казав, що першу іскру його любові до цього жанру запалив телесеріал «Доктор Хто», і що, коли він був молодшим, він знімав наукову фантастику з друзями в Англії на 8-міліметрову фотокамеру. Ця мрія Хьюлетта стала реальністю, коли він отримав епізодичну, на 4 серії, роль експерта з зоряних брам Родні Маккея в телесеріалі «Зоряна брама: SG-1». Зрештою ця роль переросла в повноцінну роль в телесеріалі «Зоряна брама: Атлантида».
У 2007 Девід з'явився в епізодичній ролі в першому епізоді серіалу «Притулок» (англ. Sanctuary), продюсеркою і акторкою в якому є Аманда Таппінг, колега Девіда по серіалу «Зоряна брама». Він грав Ларрі Толсона — пацієнта з особливою формою психозу, якого було поранено перед затриманням поліцією як підозрюваного у вбивстві. Він не має жодних планів на повернення до цієї ролі.
У 2006 він пише і режисує фільм «Собачий сніданок», у якому знімається він сам, його сестра Кейт Хьюлетт (англ. Kate Hewlett, 17 грудня 1976 р. н.), його собака Марс та колеги-актори з серіалу «Зоряна брама: Атлантида» Пол Мак-Джилліон, Кристофер Джадж (англ. Christopher Judge) і Рейчел Латтрелл.

## Особисте життя
З 2000-го року, і до розлучення в 2004-му, Девід Хьюлетт був одружений з акторкою Су Герей (англ. Soo Garay). Наприкінці 2006 року він почав зустрічатися з Джейн Лоуман (англ. Jane Loughman), і в січні 2007-го було оголошено про їхні заручини. Пара живе в одному будинку з собакою Марсом, поміссю тер'єра та ротвейлера, якого вони взяли з притулку для тварин, і який є однією з зірок чорної комедії «Собачий сніданок».
У 2007 році, 6 жовтня, в Джейн народилася їхня перша дитина: Sebastian Flynn Loughman Hewlett («Baz»). Девід і Джейн одружилися 21 червня, 2008 в Warwick Castle що в Warwick, Англія.
Девід Хьюлетт має трьох молодших сестер. Одна з них, Кейт Хьюлетт, також акторка, що грала роль Дженні Міллер (англ. Jeannie Miller), сестри Родні Маккея в чотирьох серіях «Зоряної брами: Атлантида». Вона також з'являється в ролі персонажа Marilyn в режисерському дебюті її брата, «Собачий сніданок».

## Фільмографія
| Фільми      | Фільми                                    | Фільми                     | Фільми                       |
| Рік         | Фільм                                     | Роль                       | Додаткова інформація         |
| ----------- | ----------------------------------------- | -------------------------- | ---------------------------- |
| 1987        | Темна сторона                             | Чакі                       |                              |
| 1988        | Пін                                       | Леон                       |                              |
| 1989        | Пентхауз                                  | Джо Добсон                 |                              |
| 1989        | Мертве м'ясо                              |                            |                              |
| 1990        | Там де серце                              | Джиммі                     |                              |
| 1990        | Глибокий сон                              | Террі                      |                              |
| 1990        | Насолода і пекло в готелі Сансет          | Дедпен                     |                              |
| 1991        | Сканери II: Новий порядок                 | Девід Келлум               |                              |
| 1991        | Перше коло                                | 'Руска' Ростислав          |                              |
| 1992        | Дикунське різдво: Падіння Гонконгу        | Волтер Дженкінс            |                              |
| 1992        | Тихий вбивця                              | Майлс Чепмен               |                              |
| 1992        | Розділені зображення                      | Гері Хемонд                |                              |
| 1993        | Кровні брати                              | детектив Трейн             |                              |
| 1993        | Хлопці з Сент-Вінсент: 15 років потому    | 25-річний Стівен Луні      |                              |
| 1996        | сілля Джо                                 | Роб Фітцджеральд           |                              |
| 1997        | Куб                                       | Девід Ворт, архітектор     |                              |
| 1997        | На другий день різдва                     | Мел                        |                              |
| 1997        | Піднесений                                | Хенк                       |                              |
| 1997        | Поганий день в Блоці                      | Ендрю                      |                              |
| 1998        | Зчеплення                                 | Мартін                     |                              |
| 1998        | лочник                                    | Мартін/Солдат              | озвучення                    |
| 1999        | Виживший                                  | Лікар                      |                              |
| 1999        | ття до цього                              | Нік                        |                              |
| 1999        | Сліпий                                    | Жертва                     |                              |
| 1999        | Автоеротика                               | Горд                       |                              |
| 1999        | Любительська ніч                          | Діджей                     |                              |
| 2001        | Погоня за Кейном                          | Бад                        |                              |
| 2001        | І ніколи не відпускай її                  | Геррі Капано               |                              |
| 2001        | Трикутник                                 | Гас Грубер                 |                              |
| 2001        | Готель століття                           | Майкл                      |                              |
| 2001        | Трід Мюррей                               | Мюррей                     | також відомий як «Прикрийся» |
| 2002        | Зроблено в Канаді, том 1: найкраще з НФФ  | грає сам себе              |                              |
| 2002        | Кодер                                     | Вірджіл Дан                |                              |
| 2002        | Батько Лефті                              | отець Григорій             |                              |
| 2003        | Пустота                                   | Дейв                       |                              |
| 2003        | Foolproof                                 | Lawrence Yeager            |                              |
| 2003        | Friday Night                              | Роджер                     |                              |
| 2004        | Preview to Atlantis                       | самого себе / Родні Маккей |                              |
| 2004        | From Stargate to Atlantis: Sci Fi Lowdown | самого себе / Родні Маккей |                              |
| 2004        | Зміїна битва                              | доктор Стівен Емметт       |                              |
| 2004        | Ice Men                                   | Браян                      |                              |
| 2004        | Darklight                                 | Андерс Реборн              |                              |
| 2006        | Собачий сніданок                          | Патрік                     |                              |
| 2008        | Helen                                     | Френк                      |                              |
| 2009        | Splice                                    | Вільям Барлоу              |                              |
| 2010        | The Whistleblower                         | Фред Мюррей                |                              |
| 2010        | Morlocks                                  | Реднор                     |                              |
| 2011        | Повстання Планети мавп                    | Гансікер                   |                              |
| 2017        | Форма води                                | Флемінг                    |                              |
| 2021        | Алея жаху                                 | доктор Елруд               |                              |
| Телесеріали |                                           |                            |                              |
| Рік         | Назва                                     | Роль                       | Зауваження                   |
| 1988-1994   | Street Legal                              | Дейв Лістер / Тім Вулріч   | 2 серії                      |
| 1991-1992   | Katts and Dog                             |                            | 2 серії                      |
| 1992-1993   | Beyond Reality                            | Том                        | 2 серії                      |
| 1993        | Shining Time Station                      | Тед Тайпо                  | 2 серії                      |
| 1993-1996   | Kung Fu: The Legend Continues             | доктор Ніколас Елдер       | 13 серій                     |
| 1996-2000   | Трейдери                                  | Грант Янскі                | 73 серії                     |
| 2001-2007   | Зоряна брама: SG-1                        | Родні Маккей               | 7 серій                      |
| 2004-2009   | Зоряна брама: Атлантида                   | Родні Маккей               | 100 серій                    |
| 2010-2011   | Hellcats                                  | доктор Іган                |                              |
| 2011        | Зоряна брама: Всесвіт                     | Родні Маккей               | 1 серія                      |
| 2016-2017   | Корпорація                                | Чед                        | 4 серії                      |
| 2022        | Сліпота                                   | Тормада                    | 3 сезон                      |